# Retrocausalidad

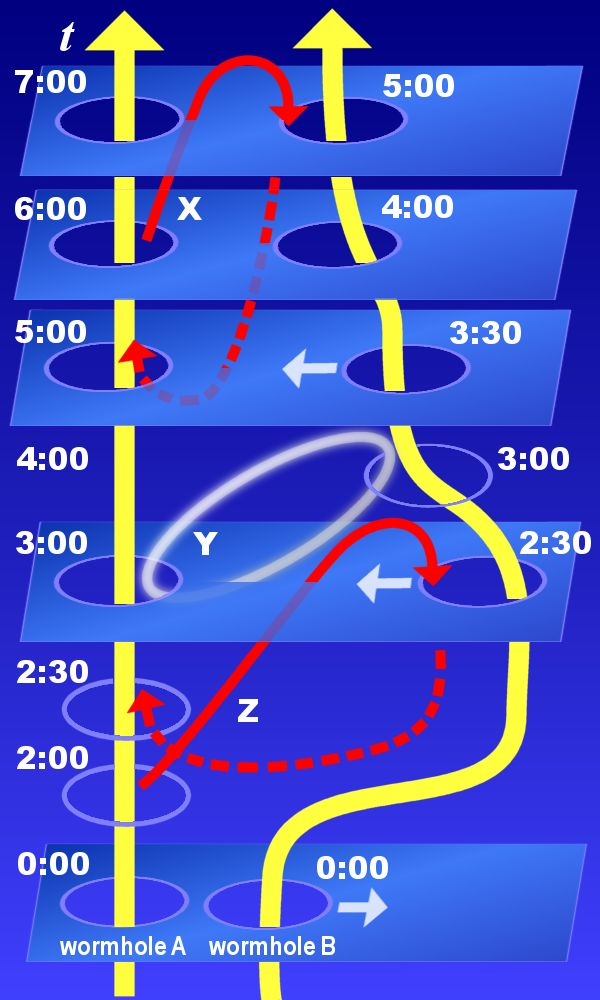
Hipótesis de viaje temporal mediante agujeros de gusano, una de las hipótesis que pudieran probar la retrocausalidad, dando solución a las curvas cerradas de tipo tiempo.

La retrocausalidad se refiere a cualquiera de los fenómenos o procesos hipotéticos capaces de invertir la causalidad, permitiendo que un efecto preceda a su causa —imaginemos que la huella precede a la pisada, el eco a la voz, la detonación al disparo, etc.
Conocida en inglés como retro-causation o backward causation, es fundamentalmente un experimento mental, dentro de la filosofía de la ciencia, basado en elementos de la ciencia física, que se orienta a las siguientes cuestiones: ¿Puede lo que ocurre en el futuro afectar al presente?, y ¿puede el presente afectar al pasado?.
Las consideraciones filosóficas acerca de la flecha del tiempo y del viaje en el tiempo a menudo se enfrentan a problemas relacionados con la retrocausalidad. Aunque algunas teorías se han propuesto como formas de retrocausalidad, no existen observaciones científicas probadas al respecto.

## En filosofía

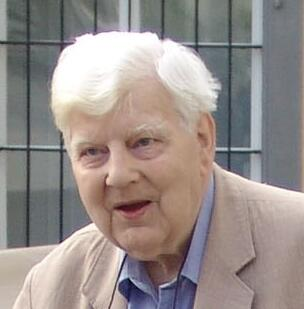
Michael Dummett, filósofo británico y defensor de la retrocausalidad.

Los esfuerzos filosóficos para entender la causalidad se remontan a la Antigüedad, hasta la figura de Aristóteles y sus disquisiciones acerca del primer motor o motor inmóvil, pero la idea de que la flecha del tiempo puede ser invertida es mucho más reciente.
En realidad, la retrocausalidad ha sido siempre considerada una contradicción en sí misma, dado que, como ya indicara el filósofo del siglo XVIII David Hume, al examinar dos sucesos relacionados, la causa, simplemente, por definición, es el suceso que precede al efecto (el interruptor activa la luz, y no a la inversa). Es más, la capacidad de influir en el pasado sugiere que los sucesos pudieran ser negados por sus propios efectos, originando una paradoja física, la más conocida de las cuales es la paradoja del abuelo (si yo viajo al pasado y mato a mi abuelo antes de que éste conozca a mi abuela, cómo es que estoy yo aquí para viajar al pasado y hacerlo).
En los años 50, el filósofo Michael Dummett se manifestó en contra de tales trabas, afirmando que no existe objeción filosófica alguna a que los efectos precedan a las causas. Este argumento fue refutado por su colega Anthony Flew y, más tarde, por Max Black, quien criticó lo fácil que era hacer tales afirmaciones, ya que el observador siempre podrá intervenir en los efectos que elija. Un argumento posterior, relacionado con el libre albedrío, lo hallamos en la llamada paradoja de Newcomb.
Ciertos filósofos esencialistas han propuesto otras teorías, como la que contempla la existencia de «fuerzas causales genuinas en la Naturaleza».
Posteriores investigaciones filosóficas sobre este asunto han incorporado aspectos de la física moderna, incluyendo la partícula hipotética denominada taquión (una partícula que presuntamente viaja más rápido que la luz, por lo que es capaz de alcanzar el pasado), así como ciertos aspectos de la simetría del tiempo dentro de la mecánica cuántica. Jan Faye, de la Universidad de Copenhague, ha argüido que las objeciones lógicas a un viaje en el tiempo en el plano macroscópico no tienen por qué impedir la retrocausalidad en otros niveles (p. ej., microscópicos). Incluso si tales efectos fueran posibles no serían capaces de producir diferentes efectos que los que resultarían de relaciones causales normales.
La filósofa holandesa Jeanne Peijnenburg, de la Universidad de Groningen, apela a la retrocausalidad para describir cómo una imaginación expandida puede ser capaz de redefinir o incluso alterar sucesos pasados, resultando en cambios en la personalidad y en la percepción presentes. De acuerdo con su colega holandés Cornelis van Putten, sin embargo, no hay necesidad de modificar el pasado para lograr los resultados que Peijnenburg propone.

## En física
La física actual generalmente no contempla la retrocausalidad. En general, los modelos que parecen permitir la retrocausalidad o el viaje en el tiempo se consideran artefactos matemáticos conceptualmente defectuosos. Sin embargo, en mayo de 2022, físicos profesionales celebraron una conferencia llamada «Superdeterminism and Retrocausality».
La retrocausalidad parece inevitable en modelos de universo que admiten curvas temporales cerradas. Este tipo de anomalías aparecen frecuentemente en universos llenos de materia exótica, aunque también se han encontrado modelos con materia ordinaria, como el universo de Gödel, que presentan esta característica. Otro tipo de retrocausalidad es el que aparece en ecuaciones como la fuerza de Abraham-Lorentz que supuso un desafío teórico importante que lastró la electrodinámica clásica. Igualmente la teoría del absorbedor de Wheeler-Feynman relacionada con el caso anterior parece difícil de conjugar con la causalidad física.

### Modelos históricos
A medida que crecía la moderna comprensión de la física de partículas, la retrocausalidad iba siendo empleada como herramienta para explicar inusuales o poco conocidos fenómenos en su momento, incluyendo el electromagnetismo y la antimateria.

En este diagrama de Feynman, que representa una neutralización electrón-positrón, el tiempo discurre de izquierda a derecha. Si interpretamos que representa un fenómeno retrocausal, el electrón no se destruye, sino que se transforma en positrón, moviéndose hacia atrás en el tiempo.

Los físicos John Wheeler y Richard Feynman propusieron hace tiempo una teoría usando la retrocausalidad y una forma temporal de interferencia destructiva para explicar la ausencia de un tipo de onda convergente concéntrica sugerida por ciertas soluciones de las ecuaciones de Maxwell. Se trataría de las llamadas «ondas avanzadas», que volverían atrás en el tiempo; éstas, sin embargo, no han sido observadas experimentalmente hasta el presente, y se ha inferido que puede tratarse simplemente de una interpretación matemática para describir ondas normales.

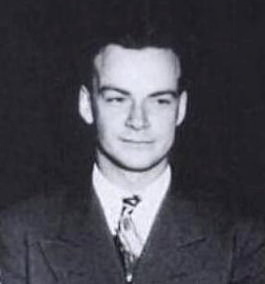
Richard Feynman.

Feynman empleó asimismo la retrocausalidad para probar un modelo teórico del positrón, reinterpretando las soluciones de energía negativa presentes en la ecuación de Dirac. En este modelo, los electrones se mueven atrás en el tiempo, poseyendo carga eléctrica positiva. Wheeler postuló este concepto para explicar las propiedades compartidas por todos los electrones, afirmando enigmáticamente que «todos los electrones son el mismo electrón» con una compleja y autointersecante línea de universo.
Yoichiro Nambu aplicó esta teoría a la producción y aniquilación mutua de pares de partículas-antipartículas, afirmando: 

La eventual creación y aniquilación de pares puede ocurrir en este momento y no debe ser interpretada como tal creación-aniquilación, sino sólo como un cambio de dirección en el movimiento de las partículas, del pasado al futuro o del futuro al pasado.

Aunque los más recientes descubrimientos sobre la antimateria han dejado obsoleta esta interpretación, se emplea todavía con propósitos conceptuales, como en los diagramas de Feynman.

### Cuestiones actuales
Temas candentes en física, sobre todo relacionados con la síntesis de la gravedad einsteiniana con la mecánica cuántica, sugieren que la retrocausalidad puede ser posible en circunstancias determinadas.
Como se ha visto, la retrocausalidad, al invertir la causalidad, puede sugerir una vuelta en el tiempo. Así, la curva cerrada de tipo tiempo (aquella que permite el acceso al pasado) proviene de soluciones exactas a la ecuación de campo de Einstein. Aunque estas curvas no parecen existir en condiciones normales, circunstancias extraordinarias del espacio-tiempo, como los agujeros de gusano o las regiones próximas a las cuerdas cósmicas, podrían facilitar su formación. La materia extraña o los defectos topológicos cósmicos que se requieren para la creación de estas condiciones, aún no han sido observados.
En este sentido, el físico Stephen Hawking ha sugerido un mecanismo, que él denomina conjetura de protección de la cronología, que destruiría toda curva cerrada de tipo tiempo antes de poder ser utilizada. Sin embargo, estas objeciones a la existencia de curvas de tipo tiempo no son universalmente aceptadas.

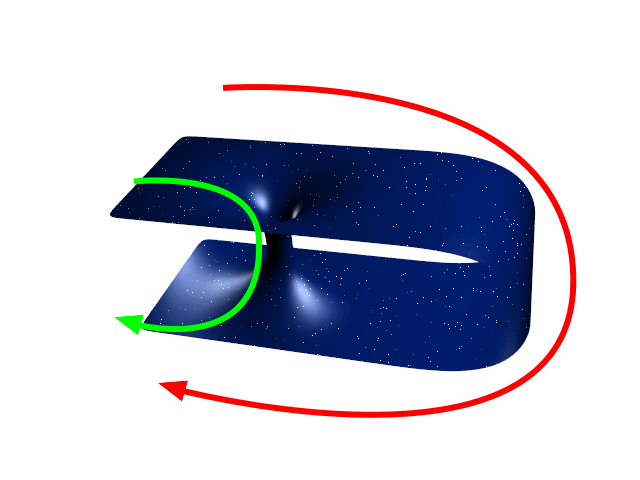
Esquema de un agujero de gusano que permite técnicamente el viaje a través del tiempo.

La retrocausalidad ha sido también propuesta como mecanismo explicativo de lo que Albert Einstein llamó «acción fantasmagórica a distancia» («spooky action at a distance»), que ocurriría como resultado del entrelazamiento cuántico. Aunque el punto de vista dominante es que los efectos de dicho entrelazamiento no requieren una comunicación directa entre las partículas involucradas, Costa de Beauregard propuso una teoría alternativa. El físico John Cramer, de la Universidad de Washington, presentó el diseño de un experimento para probar esta teoría en la Asociación Americana para el Avance de la Ciencia, recibiendo cierta atención por parte de los medios de comunicación, si bien el experimento no ha sido llevado a cabo desde su formulación en 2006. Ello no obstante, la retrocausalidad ha sido propuesta como una explicación para el dispositivo llamado borrador cuántico de elección retardada (del inglés, delayed choice quantum eraser), un experimento de la mecánica cuántica que encuentra complementariedad en el comportamiento de onda y de partícula de agentes cuánticos, cuando normalmente, según las leyes de Bohr, éstas no pueden ser exhibidas al mismo tiempo.
La partícula superlumínica hipotética denominada taquión —propuesta en el contexto de la teoría de cuerdas bosónica y de otros campos de la física de alta energía—, al superar la velocidad de la luz, se movería hacia atrás en el tiempo. Pese a su frecuente descripción en las novelas de ciencia ficción (señaladamente la de ciencia ficción dura Cronopaisaje, de Gregory Benford) como método para enviar mensajes al pasado, las teorías que predicen los taquiones no permiten que interactúen con la materia normal de «tipo tiempo» de forma que puedan violar la causalidad entendida tradicionalmente. De modo específico, el principio de reinterpretación de Feinberg juzga imposible la construcción de un detector de taquiones capaz de recibir información de ese tipo.

## Como pseudociencia
Fuera de las corrientes de la ciencia ortodoxa, la retrocausalidad ha sido también esgrimida como mecanismo de explicación de efectos no científicos. El parapsicólogo Helmut Schmidt presentó un mecanismo cuántico que justificaba la retrocausalidad, pretendiendo que los experimentos habían demostrado la posibilidad de manipular la radiactividad a través de psicoquinesis retrocausal. Estas afirmaciones han sido refutadas abiertamente por la comunidad científica internacional, aunque siguen siendo apoyadas por fuentes marginales. Del mismo modo ha sido refutada su relación con la curación de enfermedades a través de la oración.

## En la cultura popular
- La novela Thrice Upon a Time (1980), de James P. Hogan, trata de la retrocausalidad, relacionándola con la ficticia «radiación tau».
- En la novela de ciencia ficción dura Cronopaisaje (1980), de Gregory Benford, se utilizan los antes mencionados taquiones para enviar mensajes al pasado que tendrán la virtud de modificar, retrocausalmente, el curso de la historia.
- La película estadounidense Retroactive (1997), dirigida por Louis Morneau, trata del mismo fenómeno, relacionándolo con bucles temporales que se repiten sin fin.
- La película de la misma nacionalidad Déjà vu (2006), de Tony Scott, juega con la posibilidad de evitar un grave atentado, ya perpetrado en Nueva Orleáns, haciendo que el héroe de la historia regrese a un momento anterior al mismo.
- En la película The Flash (2023), de Andrés Muschietti, en la cual el Batman de una línea temporal alterna le explica este efecto a Barry Allen con una metáfora usando spaghetti